# 哈爾基夫齊 (舊西尼亞瓦區)
49°43′39″N 27°36′37″E / 49.72750°N 27.61028°E
哈爾基夫齊（烏克蘭語：Харківці）是位於烏克蘭西部的村莊，由赫梅利尼茨基州裡赫梅利尼茨基區的舊西尼亞瓦市鎮負責管轄。該村始建於1500年，面積3.79平方公里，海拔高度272米，2001年人口478。